# Deronectes bicostatus
Deronectes bicostatus là một loài bọ cánh cứng trong họ Bọ nước. Loài này được Schaum miêu tả khoa học năm 1864.